# 川崎忠行
川崎 忠行（かわさき ただゆき）は、千葉県にある前田記念腎研究所に勤務する日本の臨床工学技士である。
公益社団法人日本臨床工学技士会の会長を2017年5月まで務めた。現在は日本臨床工学技士会名誉会長である。
臨床工学技士として血液浄化に携わる。
2017年に臨床工学国際推進財団を設立し、臨床工学技士の更なる発展を目指し活動している。
2022年秋、旭日小綬章を受章。